# Encarna Castillo
Encarna Castillo (Barcelona, 1965) é uma escritora e editora espanhola. Licenciada em filologia pela Universidade de Barcelona em 1991, é autora de vários títulos de arquitetura, poesia e romance.

## Trajetória
Trabalhou desde 2002 como editora em diferentes editoriais de Barcelona. Mais tarde, foi cofundadora, editora e coordenadora da sessão de literatura da revista de arte Curator, em Barcelona e editora independente do quadrinho Salidas de emergencia (saídas de emergência), 2007, de Rosa Navarro e Gema Arquero.
Também colaborou como redatora em diversas publicações culturais como O Estado Mental- site dedicado ao quadrinho.
Em 2018, a UNESCO lhe concedeu uma bolsa de criação literária em Praga, dentro do programa Rede de Cidades Criativas.

## Publicações

### Romance
- Cold Turkey (Barcelona, Trampoline, 2013). 194 páginas. ISBN 978-84-616-3633-4
- Venta del Rayo (Madrid, Trampoline Editores, 2017). 198 páginas. ISBN 978-84-946706-0-2

### Poesia
- Tríptico de la impaciencia (Valencia, La Sirena, 2005). 62 páginas. ISBN 978-8460965207
- Si las ranas leyeran. Antología (Barcelona, Abecedaria, 1997)

### Arquitetura
- Cocinas. Ideas prácticas (Barcelona, Loft Publications, 2005). 330 páginas. ISBN 978-8495832443
- Minimalism DesignSource (Nueva York,HarperCollins Publishers, 2004). 648 páginas. ISBN 978-0060747985
- Mxm Casas maximalistas (Madrid, Kliczkowski Onlybook, 2004). 176 páginas. ISBN 978-8496241053
- Chimeneas (Madrid, Maeva, 2004). 176 páginas. ISBN 978-8495832320
- MXM Maximalist Interiors (Nueva York, HarperCollins Design International, 2002). ISBN 9780060567576
- Interiores maximalistas (Madrid, A. Asppan, 2004). 180 páginas ISBN 978-8496137387